# 茅湾里窑址
茅湾里窑址位于浙江省杭州市萧山区进化镇大汤坞村，以生产印纹陶和原始青瓷为主。印纹陶采用含铁量较高的粘土烧制，可见于长江以南及东南沿海各地。1981年被列为浙江省文物保护单位，2006年被列为第六批全国重点文物保护单位。